# Middle-earth: Shadow of Mordor
Middle-earth: Shadow of Mordor é um jogo eletrônico de ação-aventura ambientado no universo da saga "O Senhor dos Anéis" do autor J. R. R. Tolkien, desenvolvido pela Monolith Productions e distribuído pela Warner Bros. Interactive Entertainment. A história do jogo acontece no espaço entre o "O Hobbit" e "O Senhor dos Anéis" e foi lançado para Microsoft Windows, Linux, PlayStation 3, PlayStation 4, Xbox 360 e Xbox One. Seu lançamento aconteceu em 30 de setembro de 2014.
Em geral, o jogo recebeu uma grande quantidade de avaliações positivas no Metacritic.